# Ambassade du Japon en Côte d'Ivoire
L'ambassade du Japon en Côte d'Ivoire (japonais : 在コートジボワール日本国大使館) est l'ambassade entretenue par le Japon à Cocody, dans la banlieue d'Abidjan, la capitale économique de la Côte d'Ivoire. Elle a à sa tête l'ambassadeur Yoshifumi Okamura.

## Histoire
Dans la nuit du 6 au 7 avril 2011, alors que des combats font rage dans la capitale du fait de la crise ivoirienne de 2010-2011 opposant les partisans de Laurent Gbagbo à ceux d'Alassane Ouattara, protégés par les forces des Nations unies, les toits de l'ambassade sont investis par des hommes en armes menaçant la sécurité de l'ambassadeur Yoshifumi Okamura et de sept employés, qui se réfugient dans une pièce à l'abri. À la demande du Japon et des Nations unies, les forces françaises de l'opération Licorne en opération dans la ville procèdent à l'exfiltration des reclus quelques heures plus tard par hélicoptère.